# Dicranota polymera
Dicranota (Rhaphidolabis) polymera là một loài ruồi trong họ Pediciidae. Chúng phân bố ở vùng sinh thái Palearctic.